# La Sorcière d'Ilse
 (avril 2024).
Si vous disposez d'ouvrages ou d'articles de référence ou si vous connaissez des sites web de qualité traitant du thème abordé ici, merci de compléter l'article en donnant les références utiles à sa vérifiabilité et en les liant à la section « Notes et références ».
La Sorcière d'Ilse est un roman de médiéval-fantastique écrit en 2000 par Terry Brooks. Il s'agit du premier tome de la trilogie Le Voyage du Jerle Shannara.

## Résumé des trois premiers chapitres
4600 : cent trente ans après les événements survenus dans la tétralogie L'Héritage de Shannara, Hunter Predd, un patrouilleur aérien elfe, découvre un naufragé au nord de l'avant-poste de Mesca Rho. L'homme est évanoui, il a les yeux crevés et la langue arrachée. Il porte sur lui une carte maritime et un bracelet frappé aux armes des Elessedil, la famille royale des elfes. Hunter transporte l'homme jusqu'au port de Bracken Clell. Là, il le confie à un guérisseur puis part pour Arborlon, la capitale elfique. Il veut prévenir le roi en personne de sa trouvaille. Le roi de cette époque se nomme Allardon Elessedil, c'est le fils de feu la reine Aine Elessedil et l'arrière arrière-petit-fils de la reine Wren. Cela fait vingt ans qu'Allardon est roi et dix ans que les elfes sont en guerre avec la Fédération du sud. Arrivé à Aborlon, Hunter rend compte au roi de sa découverte. Allardon reconnaît le bracelet comme étant celui de Kael Elessedil son frère aîné. Celui-ci était parti il y a trente ans avec une expédition maritime à la recherche d'un trésor magique qu'une prophétesse avait vu en rêve. Selon elle, le trésor se situait sur un continent de l'autre côté de la Ligne de partage bleue. Kael était parti avec trois navires et n'avait jamais plus fait parler de lui. A Bracken Clell, un espion informe la jeune Sorcière d'Ilse de la découverte du naufragé. Celle-ci se rend une nuit auprès de ce dernier. Elle l'interroge mentalement et découvre que c'est le prince Kael en personne. Il est bien arrivé sur le continent inconnu et a trouvé dans une antique cité, un donjon qui renferme une magie immense. Pour éviter que quiconque apprenne ces informations la sorcière étouffe le prince elfe et élimine son propre espion. Pendant ce temps, le roi Allardon envoie Hunter montrer la carte maritime au druide Walker Boh. Celui-ci découvre en étudiant de vieux manuscrits que les caractères inscrits sur la carte sont une ancienne langue d'avant les Grandes Guerres...

## Personnages principaux
- Walker Boh, dernier des druide de Paranor.
- Quentin Leah, descendant de Morgan Leah.
- Bek Rowe, cousin de Quentin.
- Redden Alt Mer dit Big Red, capitaine du Jerle Shannara.
- Rue Meridian dite Little Red, demi-sœur et seconde de Big Red à bord du Jerle Shannara

## Éditions françaises
- 2008 : La Sorcière d'Ilse, éditions Bragelonne, traduction d'Emilie Gourdet (format livre).